# Гана Лішкова
Гана Лішкова (чеськ. Hana Lišková, 4 червня 1952) — чехословацька гімнастка, призерка Олімпійських ігор і чемпіонату світу.

## Біографічні дані
На Олімпіаді 1968 зайняла друге місце в командному заліку. В індивідуальному заліку вона зайняла 11-те місце. Також зайняла 13-те місце — у вільних вправах і в опорному стрибку, 12-те — у вправах на брусах та 10-те — у вправах на колоді.
На чемпіонаті світу 1970 зайняла третє місце в командному заліку.
На Олімпіаді 1972 зайняла п'яте місце в командному заліку. В індивідуальному заліку вона зайняла 32-ге місце. Також зайняла 43-те місце у вільних вправах, 19-те — в опорному стрибку, 26-те — у вправах на брусах та 37-ме — у вправах на колоді.